# 菊川怜
菊川 怜（1978年2月28日—），日本女演员，隸属于奧斯卡傳播。日本埼玉縣浦和市出生，东京大学工程学部建筑科畢業。身高166公分，血型AB型。

## 人物
- 學生時代喜愛的科目是數學、物理、化學，數理科為強項。大學考試時，東京大學工程學部建築科、慶應義塾大學醫學部、早稻田大學理工學部同時合格，選讀東京大學建築科。唸建築的動機，為某一次在義大利時，見到當地建築而深受感動[1]。畢業論文題目為《遺傳演算法應用在混凝土所需的性能型的設計研究》。
- 擁有日本二級建築師執照。
- 在「理想的家庭教師」民眾問卷調查中，自2002年度至2007年度連續6年為女性部門第1位。

## 演出

### 電視劇（主演）
- OL錢道 （2003年、朝日電視台）
- 做夢的葡萄〜讀書的女人〜 （2003年、NHK）
- 導遊小姐陰陽眼 （2004年、朝日電視台）
- 鬼来电 （2005年、朝日電視台）
- 出雲的阿國 （2006年、NHK）
- 星空医院 （2007年、NHK）
- 打擊天使琉璃 （2008年、朝日電視台）
- 緑色聖誕節 （2002年、NHK）
- 新人事件記者・三咲 （2005、2006年、東京電視台）
- 四重奏 （2005年、日本電視台）
- 黑的樹海 （2005年、富士電視台）
- 正在墙不不想再做的女人們〜宇都宮女子監獄 （2006年、日本電視台）
- 蒼色描点 （2006年、富士電視台）
- 深藍〜警視廳鑑識课第9班 （2006年、日本電視台）
- 前往殺人 奧之細道 （2007年、富士電視台）
- 女教師偵探・西園寺小姐的殺人本子 （2008年、TBS）
- 警視廳電話指導官・深川真理子的事件簿 （2008年、朝日電視台）
- 温泉女招待・小泉小姐的事件帳 （2009年、東京電視台）
- 山峡的章 （2010年、富士電視台）

### 電視劇（配角）
- 危險的關係 （1999年、富士電視台）
- 傳說的教師 （2000年、日本電視台） - 客串第11回
- 编辑王 （2000年、富士電視台）
- 嫁給億萬富翁的方法 （2000年、日本電視台）
- 白影 （2001年、TBS周日劇場）
- 醫家姉妹 （2001年、TBS）
- 永田町 （2001年、日本電視台）
- 我的青天2002 （2002年、NHK）
- 東京獨門獨院 （2002年、日本電視台）
- 戀愛偏差值 第1段「像火般燃燒」（2002年、富士電視台）
- 刑警一朗 （2003年、TBS）
- 為了愛人想被愛 （2003年、TBS）
- 大河劇　新選組！（2004年、NHK）
- 盗國故事 （2005年、東京電視台）
- 林家三平故事 （2006年、東京電視台）
- 李香蘭 （2007年、東京電視台）
- 柳生武藝帳 （2010年、東京電視台）
- 紅蕪菁檢察官 京都篇 （2010年、TBS）
- 明日香工高進行曲（2011年4月 - 6月、朝日電視台）

### 電影
- Double Deception（2001年）
- Gun Crazy 2: Beyond the Law（2002年）
- Install（2004年）
- 哥吉拉 最後戰役（Godzilla Final Wars）（2004年）
- 成吉思汗：征服到地與海的盡頭（2007年）
- 櫻桃園（2008年）
- 大奧（2010年）

### 舞台劇
- 五辨的山茶
- 宮廷官女長今的誓言（大長今） - 饰演徐長今

## 廣告
- 日本勝利者公司（JVC）
- 微软（Microsoft）
- au by KDDI
- 豐田汽車公司（TOYOTA）
- 科樂美（KONAMI）
- 日本紅十字社
- 鈴木株式會社（SUZUKI）
- 美津濃（MIZUNO）
- 成田国际机场
- 華歌爾

## 外部連結
- 菊川怜官方網頁